# Er op of er onder
Er op of er onder is het tweede studioalbum van de Nederlandse band Toontje Lager, uitgebracht in 1982. De plaat werd opgenomen in B.M.I. Studios te Weert in het voorjaar van 1982. Van de plaat werden twee nummers op single uitgebracht, Ben jij ook zo bang en Net als in de film.

## Hoes
Het hoesontwerp is een productie van Ed Smit. 

## Nummers
| Nr. | Titel              | Schrijver(s)                        | Duur |
| --- | ------------------ | ----------------------------------- | ---- |
| 1.  | Net als in de film | Bert Hermelink                      | 3:27 |
| 2.  | In gedachten       | Bert Hermelink                      | 4:35 |
| 3.  | Viel die maar      | Bert Hermelink                      | 4:32 |
| 4.  | Niks na de dood    | Bert Hermelink, Gerard de Braconier | 4:57 |
| 5.  | Lente in Twente    | Gerard de Braconier, Bert Hermelink | 3:02 |

| 1.                 | Verdriet in het verschiet | Bert Hermelink                      | 3:50 |
| 2.                 | Ben jij ook zo bang       | Bert Hermelink                      | 2:33 |
| 3.                 | Het beest in mij          | Gerard de Braconier, Bert Hermelink | 3:55 |
| 4.                 | Het doet pijn             | Bert Hermelink                      | 4:42 |
| 5.                 | Reperteer                 | Bert Hermelink, Gerard de Braconier | 4:10 |
| Totale duur: 39:52 |                           |                                     |      |

## Muzikanten
De credits op de oorspronkelijke langspeelplaat vermeldden:
- Gerard de Braconier – gitaar
- Bert Hermelink – keyboard, zang
- Huub van Melick – basgitaar
- Erik Mesie – zang, gitaar
- Joost Witte – percussie, zang